# Richard Phené Spiers
 (mars 2025).
Richard Phené Spires est un architecte, peintre d'architectures et écrivain anglais, né à Oxford le 19 mai 1838, et mort à Londres le 3 octobre 1916. D'abord Curator Royal Academy Architecture School, en 1870, puis sa longue position de Master of the Architectural School de la Royal Academy of Arts, entre 1892 et 1906, lui a permis de former et d'influencer un nombre important d'architectes britanniques.

## Biographie
Phené Spires fait ses études au département d'ingénierie du King's College de Londres, puis vient se former à l'atelier de Charles-Auguste Questel, à partir de 1858, et à l'École nationale supérieure des Beaux-Arts de Paris en 1861, un parcours des études rare pour un architecte de cette époque. À son retour, il remporte la médaille d'or et la bourse de voyage de la Royal Academy, et en 1865 la médaille Soane du Royal Institute of British Architects (R.I.B.A.).
En 1871, après avoir travaillé dans les bureaux de Matthew Digby Wyatt de 1862 à 1864. En 1865, avec l'argent obtenu avec quelques prix, il entreprend un Grand Tour de 18 mois avec quelques amis, visitant la France, l'Allemagne, la Grèce, la Syrie, la Palestine et l'Égypte. Il réalise de nombreux dessins d'architecture et croquis aquarellés montrant beaucoup de talent et de facilité. Il réalise des scènes orientales pour les expositions de la Royal Academy montrant des scènes situées à Damas, Karnak et Athènes.
À son retour, il travaille comme assistant de William Burges, il obtient une deuxième prime avec un design fougueux (montrant une bonne partie du sentiment néo-grec résultant de sa formation en français) pour le nouveau Criterion Theatre, à Londres, et dans la même année, il soumet un projet dans un concours pour Holloway Sanatorium. À cette période, ses réalisations comprennent la maison de Lord Monkswell, à Chelsea, et la maison de John Corbett qui est maintenant connue sous le nom de château Impney à Droitwich Spa. 
Phene Spires a souvent exposé dans diverses galeries. Un de ses tableaux - Loggia de Hampton Court - se trouve exposé au Victoria and Albert Museum. Il a continué à présenter des scènes orientales jusqu'en 1894.
Il est nommé professeur à la Royal Academy en 1870.
Ses travaux incluent la nouvelle édition de l'History of architecture de James Fergusson et plusieurs livres sur l'art indien et oriental. Architectural Drawing, The Architecture of Greece and Rome (conjointement avec W.J. Anderson), sur la mosquée de Damas et les articles sur la Perse et l'architecture romaine dans le Dictionary of Architecture édité par le Dr Russell Sturgis, en plus d'une édition du livre d'Auguste Charles Pugin sur l'architecture de la Normandie. La position à laquelle son érudition et ses capacités lui donnaient droit était pleinement reconnue dans d'autres pays comme dans le sien, comme le montre son élection à de nombreuses sociétés étrangères en France, en Espagne et en Amérique.

## Publications
- Augustus Pugin, Specimens of the architecture of Normandy, from the XIth to the XVIth century, nouvelle édition par Richard Phené Spiers, Blackie & Son, Londres, 1874 (lire en ligne)
- Architectural Drawings, 1887
- James Fergusson, A history of architecture in all countries, from the earliest times to the present day, edited by Richard Phené Spiers, John Murray, Londres, 1893 (3e édition volume 1, volume 2
- « Saint-Front de Périgueux et les églises à coupoles du Périgord et de l'Angoumois », dans Bulletin monumental, 1897, tome 62, p. 175-231 (lire en lign)
- « The architecture of “Corolianus” in the Lyceum Theatre », dans Architectural Review, vol. X, juillet 1901, p. 3-21
- Architecture East and West : A Collection of Essays Written at Various Times during the last sixteen years, B. T. Batsford, Londres, 1905 (lire en ligne)
- avec William J. Anderson, The architecture of Greece & Rome : a sketch of its historic development, B. T. Batsford, Londres, 1907 (2e édition) (lire en ligne)
- James Fergusson, History of Indian and Eastern architecture, révisée et éditée avec des additions, par James Burgess pour Indian architecture, et Richard Phené Spiers pour Eastern architecture, John Murray, Londres 1919 volume 1, volume 2
- Alexander Speltz, The Styles of ornament : from prehistoric times to the middle of the XIXth century ; a series of 3500 examples arranged in historical order with descriptive text for the use of architects, designers, craftsmen and amateurs, traduite à partir de la seconde édition en allemand, révisée et éditée par Richard Phené Spiers, William Helburne Inc., New York, 1919 (lire en ligne)